# St. Mauritius (Oberdiebach)

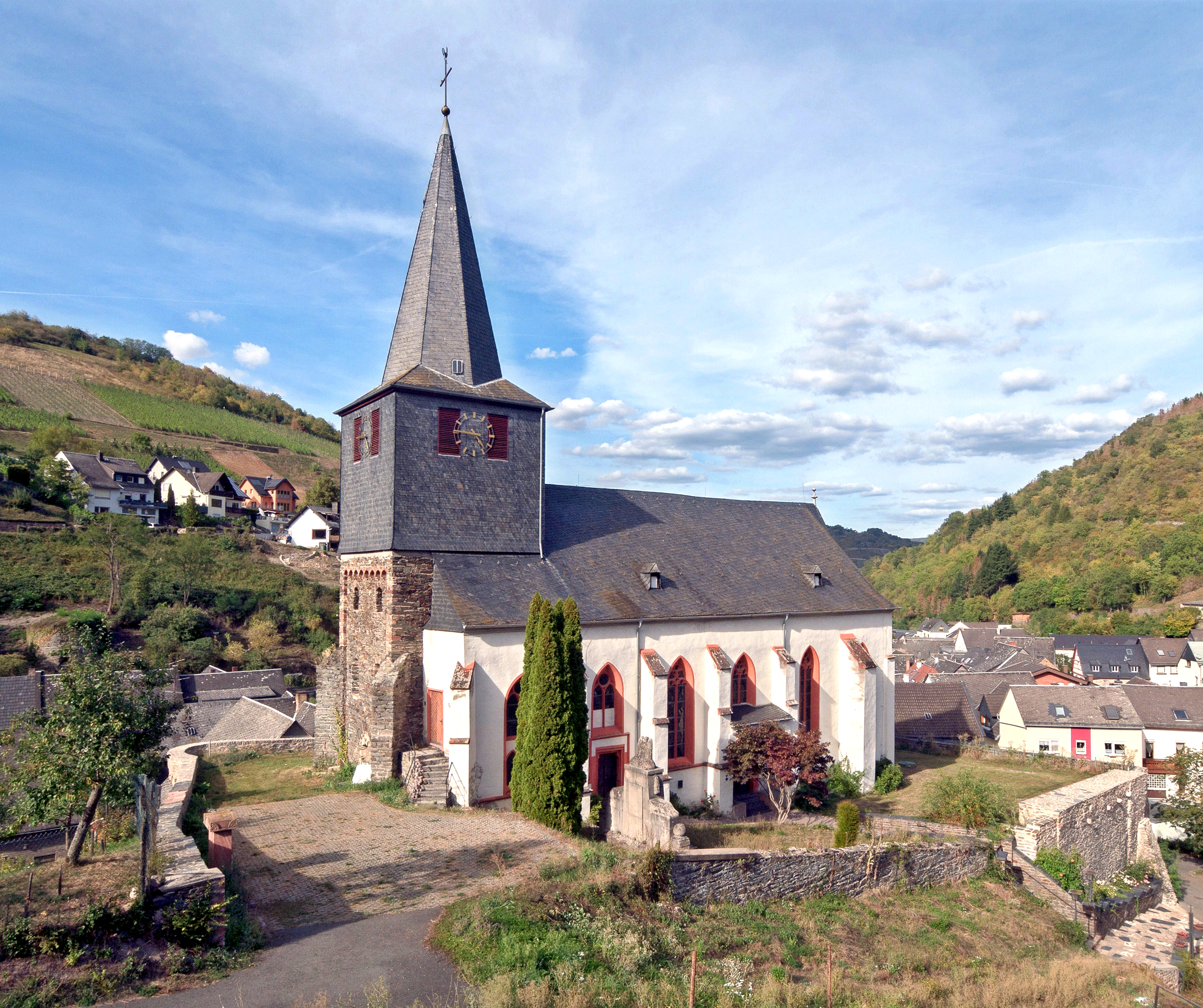
St. Mauritius

Die Kirche St. Mauritius (auch St. Moritz) ist ein denkmalgeschütztes Kirchengebäude in Oberdiebach, einer Ortsgemeinde im Landkreis Mainz-Bingen in Rheinland-Pfalz. Sie ist seit der Reformation in der Kurpfalz 1556 evangelisch und gehört zur Evangelischen Kirchengemeinde Vierthäler im Kirchenkreis Koblenz der Evangelischen Kirche im Rheinland.
Seit 2002 ist die Pfarrkirche St. Mauritius Teil des UNESCO-Welterbes Oberes Mittelrheintal.

## Geschichte
Die dreischiffige gotische Hallenkirche wurde im 14. Jahrhundert errichtet und im 1774 und 1781 umgebaut. Das Gebäude hat einen niedrigen Turmaufsatz. An die Halle schließt sich ein kurzer Chor, bestehend aus fünf Seiten eines Achtecks an. Vorhandene Wandmalereien im Chor und an den Decken stammen aus der Entstehungszeit der Kirche. Es sind ein thronender Christus, die klugen Jungfrauen, diverse Heilige und Reste des jüngsten Gerichts dargestellt.

## Ausstattung
- Reste eines geschnitzten Chorgestühls von 1508 (Erhart Falckener)
- Spätgotische schmiedeeiserne Kanzel mit hölzernem Schalldeckel
- Der zur Kirche gehörende Friedhof ist mit einer spätmittelalterlichen Befestigung ausgestattet